# Strongygaster vernalis
Strongygaster vernalis là một loài ruồi trong họ Tachinidae.